# Guadalcanal (film)
Guadalcanal (Guadalcanal Diary) è un film del 1943 diretto da Lewis Seiler.
È un film di guerra statunitense con Preston Foster, Lloyd Nolan e William Bendix ambientato durante la seconda guerra mondiale. Il film racconta la lotta dei Marines degli Stati Uniti nella battaglia di Guadalcanal, avvenuta solo un anno prima della distribuzione del film. È basato sul romanzo del 1943 Guadalcanal Diary di Richard Tregaskis, reporter di guerra che aveva vissuto in prima persona gli avvenimenti.

## Produzione
Il film, diretto da Lewis Seiler su una sceneggiatura di Lamar Trotti, un adattamento di Jerome Cady e un soggetto di Richard Tregaskis, fu prodotto da Bryan Foy per la Twentieth Century Fox e girato nella Camp Pendleton Marine Corps Base, Oceanside, e nella Santa Catalina Island, Channel Islands, in California, dal 14 maggio 1943 al luglio del 1943.

## Colonna sonora
- Marine Hymn - musica di Jacques Offenbach da Geneviève de Brabant
- Rock of Ages - musica di Thomas Hastings, parole di Augustus Montague Toplady
- Sweet Genevieve - musica di Henry Tucker, parole di George Cooper
- Chattanooga Choo Choo - musica di Harry Warren
- I Want a Girl (Just Like the Girl That Married Dear Old Dad) - musica di Harry von Tilzer, parole di Will Dillon
- Aloha Oe - musica di Queen Liliuokalani
- The Irish Washerwoman - tradizionale
- Bless 'em All - scritta da Fred Godfrey (1917), parole di Jimmy Hughes e Frank Lake (1940), cantata dai marines
- My Old Kentucky Home, Good-Night - musica di Stephen Foster
- The Caisson Song - musica di Edmund L. Gruber
- Home on the Range - musica di Daniel E. Kelley, parole di Brewster M. Higley

## Distribuzione
Il film fu distribuito con il titolo  Diary negli Stati Uniti dal 27 ottobre 1943 al cinema dalla Twentieth Century Fox.
Altre distribuzioni:
- in Svezia il 21 aprile 1944 (Rapport från Guadalcanal)
- in Portogallo il 2 ottobre 1944 (Guadalcanal)
- in Finlandia l'8 febbraio 1946 (Guadalcanal tiedoittaa)
- in Francia il 13 marzo 1946 (Guadalcanal)
- negli Stati Uniti il 1º maggio 1949 (redistribuzione)
- in Danimarca il 1º agosto 1949 (Sejren i sigte)
- in Svezia il 10 ottobre 1959 (redistribuzione)
- in Finlandia il 26 giugno 1964 (redistribuzione)
- in Austria nel 1966 (Guadalcanal - Die Hölle im Pazifik)
- in Germania Ovest il 4 agosto 1966 (Guadalkanal - Die Hölle im Pazifik)
- in Belgio (Guadalcanal)
- in Spagna (Guadalcanal)
- in Grecia (Guadalcanal Diary)
- in Norvegia (Rapport fra Guadalcanal)
- in Italia (Guadalcanal)

## Critica
Il Morandini lo definisce "uno dei miglior film bellici USA" per l'ottima sceneggiatura di Trotti, la competenza dei produttori, il ritmo dell'azione e la bravura degli interpreti, pregi che sovrastano anche il fine intento propagandistico iniziale della pellicola.
Secondo Leonard Maltin il film è "non ha retto particolarmente bene il tempo" a causa dei diversi archetipi presenti nella storia o nei personaggi (Maltin cita, come esempi, il tassista newyorchese interpretato da Bendix e il personaggio di Richard Jaeckel, troppo "cocco di mamma"). Altro difetto risiederebbe nell'"eccesso di insulti razziali"; tuttavia, il film risulterebbe "guardabile".